# Naoshi Nakamura
Naoshi Nakamura (中村 直志, Nakamura Naoshi) est un footballeur japonais né le 27 janvier 1979 dans la préfecture de Chiba au Japon.